# ゼネラル・エレクトリック CJ610
ゼネラルエレクトリックCJ610は、J85をゼネラルエレクトリック(現在のGEアビエーション)が改良して開発した民間機用のジェットエンジン。

## 概要
J85の民間機仕様。
ゼネラル・エレクトリック CF700は後部にファンを追加したターボファンエンジン。

## 仕様
- 全長: 1,028 m
- 直径: 0,446 m
- 重量：191 kg
- 圧縮機：8段軸流式圧縮機
- タービン:2段
- 推力：13,79 kN

## 派生型
- CJ610-1 - 基本形式で1961年12月6日に認証された。推力は12.67 kN（2 850 lbf）でギアボックスの位置のみがJ85と異なる
- CJ610-2B
- CJ610-4 - 12,7 kN (2 850 lbf)の推力でリアジェット23に搭載
- CJ610-5 - CJ610-1から派生、リアジェット 24D, 25B, 25Cとエアロコマンダー 1121に搭載、推力は13,12 kN (2 950 lbf)
- CJ610-6 - リアジェット 24Bに搭載
- CJ610-8 - タービン寿命が向上した派生機種ハンザジェットとエアロコマンダー1121に搭載、推力は13,79 kN (3 100 lbf)
- CJ610-8A - より幅広い飛行範囲で認証される最新型 (1977年4月13日)[1] リアジェット24E、24 F、28 、29に搭載。推力13,12 kN (2 950 lbf)
- CJ610-9 - 推力13,79 kN (3 100 lbf)

## 搭載機
- リアジェット23
- リアジェット24（英語版）
- リアジェット25（英語版）
- リアジェット28・29（英語版）
- HFB 320 ハンザジェット
- エアロコマンダー1121
- Me262 project